# Рождество Богородично (Костараджа)
„Рождество Богородично“ (на гръцки: Γέννησης της Θεοτόκου) е възрожденска православна църква, разположена в изоставеното костурско село Костараджа, Гърция.

## История
Храмът е възрожденски и в архитектурно отношение е базилика. Имал е подово покритие от плочи, а амвонът, владишкият трон и иконостасът са били дърворезбовани. Изписана е била само конхата на апсидата. В северозападната част на наоса има величествена камбанария.
На 13 април 1944 година, Велики четвъртък, войници на Вафен СС и Вермахта опожаряват храма, като изгаря и покривът.
Веднага след войната стените на храма са укрепени. В 1979 година църквата е възстановена частично от жителите на Ново Костараджа, основано след Гражданската война от костараджени. Възстановена е част от покрива и на практика е оформена църква в старата църква. В края на 90-те е решено да се възстанови храмът, с покривна конструкция, вътрешна мазилка, агиография и изграждане на нова галерия. Ремонтът е завършен през 1999 година.
В храма се съхранява османско знаме взето в плен от костараджени, участвали в Битката при Аламана на 23 април 1821 година.